# Весна Фаб'ян
Весна Фаб'ян (словен. Vesna Fabjan, нар. 13 березня 1985, Сподня Бесниця, СФРЮ) — словенська лижниця, що спеціалізується на лижних перегонах. Учасниця трьох зимових Олімпійських ігор (2006, 2010, 2014). Бронзова призерка Олімпійських ігор 2014 у спринті вільним стилем.

## Життєпис
Весна Фаб'ян народилася у містечку Сподня Бесниця. Займатися лижами почала у віці восьми років, а у 2001 році почала брати участь у професійних змаганнях з лижних перегонів. У 2006 році представляла Словенію на Олімпійських іграх в Турині, однак визначних результатів не досягла, зайнявши лише 40 місце у індивідуальному спринті та 14 у командному.
Зимові ігри 2010 у Ванкувері стали другими Олімпійськими змаганнями для Фаб'ян. Цього разу окрім індивідуального та командного спринту вона брала участь у бігу на 10 км класичним стилем та естафеті 4х5 км. Втім, результати Весни знову були далекими від лідерських, не зважаючи на те, що напередодні Ігор їй вдалося перемогти у спринті на одному з етапів Кубка світу в Рибінську. 5 лютого 2011 Фаб'ян вдалося все в тому ж Рибінську повторити свій успіх і вдруге тріумфувати на етапі Кубка світу.
У лютому 2014 році Весна Фабіан взяла участь в зимових Олімпійських іграх у Сочі. 11 лютого вона здобула бронзову нагороду в індивідуальному спринті вільним стилем, поступившись лише норвезьким лижницям.

## Виступи на Олімпійських іграх
| Змагання                     | Місто    | Спринт (інд.) | Спринт (ком.) | 10 км. | Естаф. 4х5 км. |
| ---------------------------- | -------- | ------------- | ------------- | ------ | -------------- |
| Зимові Олімпійські ігри 2014 | Сочі     | 3             |               |        |                |
| Зимові Олімпійські ігри 2010 | Ванкувер | 23            | 10            | 33     | 14             |
| Зимові Олімпійські ігри 2006 | Турин    | 40            | 14            | -      | -              |